# Condado de Livingston (Kentucky)
O Condado de Livingston é um dos 120 condados do estado americano de Kentucky. A sede do condado é Smithland, e sua maior cidade é Ledbetter. O condado possui uma área de 886 km² (dos quais 68 km² estão cobertos por água), uma população de 9 804 habitantes, e uma densidade populacional de 12 hab/km² (segundo o censo nacional de 2000). O condado foi fundado em 1799. O condado proíbe a venda de bebidas alcoólicas.